# 埃吉耶
埃吉耶（法語：Éguilles，法語發音：[eɡɥij]）是法国罗讷河口省的一个市镇，属于普罗旺斯地区艾克斯区。

## 地理
埃吉耶（43°34'7"N, 5°21'15"E）面积34.07 平方千米，位于法国普罗旺斯-阿尔卑斯-蓝色海岸大区罗讷河口省，该省份为法国东南部沿海省份，北起沃克吕兹省，西接加尔省，南濒地中海，东临瓦尔省。
与埃吉耶接壤的市镇（或旧市镇、城区）包括：普罗旺斯地区艾克斯、朗松普罗旺斯、圣卡纳、旺塔布朗、库杜克斯。

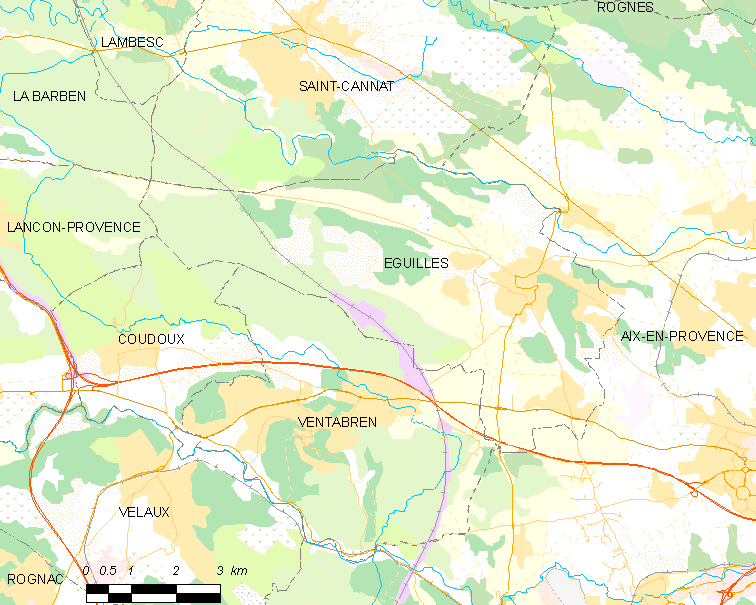
埃吉耶的OSM定位图

埃吉耶的时区为UTC+01:00、UTC+02:00（夏令时）。

## 行政
埃吉耶的邮政编码为13510，INSEE市镇编码为13032。

## 政治
埃吉耶所属的省级选区为佩利萨讷县。

## 人口

1962-2008年间埃吉耶人口变化图示

埃吉耶于2022年1月1日时的人口数量为8349人。